# Prix Gerard-P.-Kuiper
Le prix Gerard-P.-Kuiper est décerné chaque année par la division de planétologie de l'Union américaine d'astronomie pour l'ensemble des réalisations exceptionnelles dans le domaine de la planétologie. Créé en 1984, le prix honore la mémoire de l'astronome Gerard Kuiper. 

## Lauréats
Liste des lauréats :
- 1984 : Eugene M. Shoemaker
- 1985 : Fred L. Whipple
- 1986 : George W. Wetherill
- 1987 : Donald M. Hunten
- 1988 : Rudolph A. Hanel
- 1989 : James B. Pollack
- 1990 : Viktor S. Safronov
- 1991 : Edward Anders
- 1992 : Peter Goldreich
- 1993 : James R. Arnold
- 1994 : James Alfred Van Allen
- 1995 : Michael J. Belton
- 1996 : Barney J. Conrath
- 1997 : Irwin I. Shapiro
- 1998 : Carl E. Sagan
- 1999 : Armand H. Delsemme
- 2000 : Conway B. Leovy
- 2001 : Bruce Hapke
- 2002 : Eberhard Grün
- 2003 : Steven J. Ostro
- 2004 : Carle M. Pieters
- 2005 : William B. Hubbard
- 2006 : Dale P. Cruikshank
- 2007 : Andrew Ingersoll
- 2008 : Michael A'Hearn
- 2009 : Tobias Owen
- 2010 : Jeff Cuzzi
- 2011 : William Ward
- 2012 : Darrell Strobel
- 2013 : Joseph Veverka
- 2014 : Peter J. Gierasch
- 2015 : Yuk L. Yung
- 2016 : Stan Peale
- 2017 : Margaret Kivelson (en)
- 2018 : Julio Ángel Fernández
- 2019 : Maria Zuber, « pour ses contributions à l'avancement de la géophysique, de la cartographie de la gravité planétaire et de l'altimétrie laser »[3]
- 2020 : Wing-Huen Ip
- 2021 : Thérèse Encrenaz
- 2022 : Bonnie Buratti